# Bédée
Bédée (tiếng Breton: Bezeg, Gallo: Bedésc) là một xã của tỉnh Ille-et-Vilaine, thuộc vùng Bretagne, miền tây bắc nước Pháp.

## Dân số
Người dân ở Bédée được gọi là Bédéens.
Theo điều tra dân số năm 1999, xã này có số dân là 3296 người.
Dân số ước tính vào năm 2004 là 3442 người.